# Ready (Weston Super Mare)
Ready is een historisch merk van motorfietsen.
D. Read & Co., Weston Super Mare (1920-1922).
Brits merk dat eenvoudige motorfietsen leverde met 293- en 346 cc JAP-zijkleppers. Zie ook Rebro.
- Er was nog een merk met de naam Ready, zie Ready (Kortrijk).